# Franc Ksaver Mercina
Franc Ksaver Mercina rojen Franc Karel Mercina, slovenski rimskokatoliški duhovnik in nabožni skladatelj, * 3. november 1809, Goče, † 24. junij 1897, Gorica.

## Življenje in delo
Rodil se je očetu Janezu in materi Heleni (rojeni Gril). Obiskoval je ljudsko šolo v Vipavi, gimnazijo in bogoslovje pa v Gorici, kjer je bil 20. avgusta 1833 tudi posvečen v mašnika. Po kratkem službovanju v Štjaku (1833-1834) je odšel za kaplana k sv. Ivanu v Gorico. Tu je bil tudi katehet na državni gimnaziji ter učitelj petja v goriškem semenišču. V letih 1854−1878 je bil župnik in dekan v Šempetru pri Gorici, oktobra 1878 pa je bil imenovan za kanonika in dekana goriškega kapitlja. 
Mercina je že kot srednješolec dobro obvladal igranje na orgle in druga glasbila. Kot kanonik pa se je začel resneje ukvarjati tudi z glasbeno kompozicijo. Uglasbil je dve latinski maši, več Ofertorijev (ofertorij; v katoliški liturgiji darovanje, prvi, glavni del maše in molitev, s katero se začenja), Tantum ergo in litanije.  Skladbe, »ki se odlikujejo po svoji preprostosti, milobi in melodiki«, je pisal za svoj zbor. Njegova glasbena dela so se širila le s prepisovanjem, ker pa so se porazgubila, nam je ostal kot skladatelj nepoznan. Ljudem pa je ostal še dolgo v spominu kot posebno usmiljen človek in dobrotnik, ki je veliko daroval, tudi svojemu rojstnemu kraju.